# The Suite Life of Zack & Cody
The Suite Life of Zack & Cody (Cuộc sống thượng hạng của Zack và Cody) là một bộ phim trên chương trình truyền hình dành cho trẻ em của Hoa Kỳ, được phát sóng trên kênh Disney Channel. Bộ phim bắt đầu được trình chiếu từ ngày 18 tháng 3 năm 2005 trên đất Mỹ và rất được yêu thích.

## Nội dung
Zack và Cody là hai anh em sinh đôi sống với người mẹ đã ly hôn tại khách sạn Tipton, Boston, Mỹ. Hai anh em rất nghịch ngợm và lúc nào cũng làm khách sạn Tipton, nơi hai cậu bé sống, đảo ngược. Làm bạn với Zack và Cody là Maddie - người bán kẹo trong khách sạn, London Tipton - con gái của ông chủ tập đoàn Tipton, Arwin - kĩ sư của khách sạn, Esteban - anh chàng phục vụ và một vài nhân viên khác. Tuy nhiên cũng có những người ra sức ngăn cản Zack và Cody, đó là viên quản lý khách sạn Moseby và người mẹ của hai anh em, Carey.

### Nhân vật chính
- Zachary "Zack" Martin (Dylan Sprouse): Anh trai sinh đôi của Cody. Zack học kém, hơi bừa bộn, luôn ăn mặc bảnh bao và rất mê gái. Zack rất thích Maddie. Cậu luôn mơ tưởng rằng sau này cậu sẽ giàu có và lấy Maddie làm vợ, dù Maddie hơn cậu 3 tuổi rưỡi và trưởng thành hơn rất nhiều! Ngoài ra cậu còn để ý rất nhiều cô gái ở trường và luôn tìm cách để chiếm được cảm tình của họ.
- Cody Martin (Cole Sprouse): Em trai của Zack. Trái lại với tính cách của anh trai mình, cậu học rất giỏi và được nhiều bạn bè quý mến. Nhưng đôi lúc nhiều người cho rằng cậu thật nhàm chán vì cậu không biết làm gì ngoài học và học. Nhưng cậu đã chiếm được cảm tình của 2 cô bé sinh đôi rất xinh đẹp và điệu đà người Anh học cùng lớp với cậu và Zack.
- Carey Martin (Kim Rhodes): Mẹ của Zack & Cody. Làm ca sĩ tại phòng khiêu vũ của khách sạn nên cô được phân cho một căn hộ miễn phí trong khách sạn Tipton. Tuy là một người mẹ đã li dị nhưng đôi khi Carey rất trẻ con. Cô rất yêu những đứa con mình và luôn cho hai anh em Zack và Cody những lời khuyên khi hai cậu bé cần (nhưng nhiều lúc lời khuyên lại phản tác dụng). Kiểu tóc trong một số tập của Carey thường không cố định, khi thì màu đỏ, khi thì màu vàng, khi lại màu đen. Cô còn nhảy khá tài, còn về nấu nướng thì khá trái ngược.
- London Tipton (Brenda Song): Cô con gái cưng của ông chủ Tipton. London sống rất xa hoa và phung phí, cô có thể vứt một viên kim cương mà theo cô là chẳng-bóng-tí-nào vào sọt rác mà không thương tiếc. Cô thường bị nhiều người trêu chọc là "Người thừa kế dốt nhất Tipton" bởi cô rất ngốc nghếch. Nhưng khi tức giận lên thì không ai sánh bằng. Tuy tính cách đối ngược với Maddie nhưng hai cô gái lại là bạn thân nhất của nhau. Một số người cho rằng nhân vật này nhái hình ảnh cô nàng giàu có Paris Hilton vì giữa hai người có khá là nhiều điểm chung như cùng mang tên thành phố, cùng giàu có và chảnh... Tuy kênh kiệu nhưng tính cách London rất dễ thương và khá "biết nghe lời". Cả ngoài đời lẫn trong phim, London đều có võ (như trong Wendy Wu: Homecoming Warrior nữa chẳng hạn) mà lại là đai đen teakwondo.
- Madeline "Maddie" Fitzpatrick (Ashley Tisdale): Cô gái nghèo thông minh và học giỏi. Cô là cô gái bán kẹo ở Khách sạn Tipton. Làm rất nhiều công việc để kiếm tiền, cô còn là người trong mộng của Zack. Mỗi khi Zack tán tỉnh, Maddie thường coi đấy là trò trẻ con và không mấy quan tâm. Có lần cô cũng nghiêm túc nói với Zack là: "Chị và em không thể là 1 cặp được. Đừng vô vọng theo đuổi chị!" Cô cũng là bạn thân của London. Đôi lúc Maddie có phần ganh tị với London và cố "moi tiền" của London vì London giàu có hơn. London cũng thường coi Maddie như người hầu của mình và luôn luôn hối lộ cô bằng tiền. Nhưng sau những hiểu lầm và xích mích giữa đôi bạn thân này, dường như không gì có thể tách rời đôi bạn này ra. Tuy nhiên, từ season 2, Maddie nóng tính hơn nhiều, hay gắt gỏng, đó là do cách diễn của Ashley bị ảnh hưởng từ vai Sharpay xấu tính trong phim "High School Musical"
- Marion Moseby (Phill Lewis): Viên quản lý nghiêm khắc của khách sạn. Khắc tinh của Zack và Cody trong những trò đùa nghịch tinh quái nhưng thực tế là ông luôn rất sợ Zack và Cody, Moseby luôn tìm đủ mọi cách để Zack và Cody khỏi quậy phá. Moseby là người bạn tốt của London khi không ai bên cạnh cô. Ông luôn khuyên nhủ London, giúp cho London hiểu những bài học cuộc đời như lòng kiên trì.

### Các nhân vật khác
- Arwin Hochauser (Brian Stepanek): kĩ sư của khách sạn Tipton. Arwin sống tại tầng hầm khách sạn và luôn mơ tưởng tới mẹ hai anh em Zack và Cody. Ông luôn tạo ra những phát minh kì lạ gần như không bao giờ hoạt động, những phát minh này còn làm Tipton rối loạn thêm. Mỗi khi mẹ Zack và Cody là Carey hôn là Arwin lại lăn ra ngất xỉu!
- Esteban Julio Ricardo Montoya De La Rosa Ramírez (Adrian R'Mante): Chàng khuân vác người gốc Mexico. Tính cách của Esteban hơi ngờ nghệch nhưng rất dễ mến. Đặc biệt, anh chàng có một cái tên cực kì dài. Anh luôn mơ ước được giàu có để được cống hiến cho đất nước và trở thành chủ khách sạn Tipton.
- Muriel (Estelle Harris): Nhân viên quét dọn của khách sạn Tipton. Bà ta béo ú, lười biếng và mê tiền. Hồi trẻ, bà từng "nắm giữ" trái tim của một tên trộm khét tiếng.
- Bob (Charlie Stewart): Cậu bé học cùng lớp với Zack và Cody. Hơi ngố nhưng cậu nói Tiếng Pháp rất tài.
- Lance (Aaron Musicant): Nhân viên bể bơi của khách sạn Tipton. Anh chàng này mê nước đến phát sợ, việc gì cũng nhắc đến nước cho bằng được, thậm chí Lance luôn tưởng mình là người cá. Ở tập phim "Maddie làm đạo diễn", anh đã là một trong những nguyên nhân làm Maddie tức điên. Có lúc Lance còn ngốc hơn cả London và có lẽ điểm chung này đã gắn kết London và Lance thành một đôi. Ở tập "London tập bơi", hai người đã trao cho nhau một nụ hôn!
- Jessica & Janice: Là hai chị em sinh đôi người Anh rất xinh xắn và dễ mến. Zack luôn cố tạo cảm tình với hai cô bé dễ thương này. Đôi lúc Jessica & Janice luôn làm cho người khác phát cáu với những câu nói nhắc lại của nhau nhưng nói chung hai cô bé này này rất dễ thương.
- Nia Moseby: Cháu gái của Moseby, bán kẹo trong khách sạn Tipton khi Maddie phải "chịu đựng" một cuộc sống khổ ải khi đi cắm trại với bọn nhóc trong rừng. Nia rất hay làm trái lời chú chứ không dễ bảo như London.
- Norman: Người gác cửa của khách sạn Tipton. Ông rất ít nói và hầu như không nói một lời nào.
- Barbara: Một thiên tài ở lớp Zack và Cody, có tình cảm với Cody nhưng lại hay ghen tị với Cody về chuyện học hành.
- Max (Alyson Stoner): bạn của Zack và Cody, nhảy rất giỏi. Zack từng thích Max.
- Tapeworm: một người bạn trong nhóm bạn Max, Zack và Cody. Tapeworm có phần hơi ngờ nghệch nhưng rất tốt bụng.
- Kurt: Cha ruột của Zack và Cody, đang sống li thân và thỉnh thoảng có về thăm hai con.

### Một số ngôi sao khách mời trong phim
- Vanessa Hudgens vai Corrie, Monique Coleman vai Mary-Margaret, cả hai đóng vai 2 người bạn cùng lớp của Maddie
- Zac Efron đóng vai Trevor
- Raven Sýmone đóng vai Raven, Miley Cyrus đóng vai Hannah Montana trong tập "That's So Suite Life of Hannah Montana"
- Selena Gomez đóng vai Gwen
- Meaghan Jette Martin đóng vai Stacey
- Jesse McCartney đóng vai chính mình trong tập "Rock Star in The House"
- Tony Hawk đóng vai chính mình

## Thông tin khác
Khi "The Suite Life of Zack & Cody" phần ba kết thúc và nói lời chia tay, các khán giả đã rất tiếc nuối nên có những hành động thể hiện tình cảm của mình với bộ phim này.Trong số đó có trang web http://stsl.org huy động mọi người "Bảo vệ Suite life" bằng các cách gửi tin nhắn cho bạn bè để tham gia nhóm, gửi thư,fax và gọi điện đến Disney yêu cầu phần 4 hay cùng nhau làm các video chia tay TSLOZAC. Disney đã sản xuất phiên bản tiếp theo của The Suite Life of Zack and Cody là The Suite Life on Deck, bối cảnh chính được lấy trên con tàu sang trọng SS Tipton, quản lý khách sạn Tipton là Moseby sẽ làm quản lý con tàu.

## Phát hành DVD
| Tựa DVD                                | Ngày phát hành       | Tập | Tập thêm vào |
| -------------------------------------- | -------------------- | --- | --- |
| Disney Channel Holiday                 | 1 tháng 11 năm 2005  | *Christmas At The Tipton (Phần 1) | Cộng thêm các tập trong Phil of the Future, Lizzie McGuire, và That's So Raven.                                                                                     |
| Volume 1: Taking Over the Tipton       | 24 tháng 10 năm 2006 | *Rock Star In The House (Phần 1) *Kisses & Basketball (Phần 1) *Odd Couples (Phần 2) *French 101 (Phần 2)                                                           | *Never Before Seen Episode: A Midsummer's Nightmare (Phần 2) *Cảnh hậu trường                                                                                       |
| That's So Suite Life of Hannah Montana | 16 tháng 1 năm 2007  | *Checkin' Out (That's So Raven, Phần 4) *That's So Suite Life of Hannah Montana (The Suite Life of Zack & Cody, Phần 2) *On The Road Again (Hannah Montana, Phần 1) | *So You Think You Know Raven Challenge, Volume 2 *Never Before Seen Episode of The Suite Life of Zack & Cody (Health and Fitness, phần 2) *Who Said của Miley Cyrus |
| Volume 2: Sweet Suite Victory          | 26 tháng 1 năm 2007  | *Band In Boston (Phần 1) *Election (Phần 2) *Not So Suite 16 (Phần 2)                                                                                               | The Suite Life's Sweet Lift Challenge do Brenda Song dẫn chương trình Gag reel                                                                                      |
| Wish Gone Amiss                        | 27 tháng 11 năm 2007 | *Gone Wishin' (Cory in the House, Phần 1) *Super Twins (The Suite Life of Zack and Cody, Phần 3) *When You Wish You Were the Star (Hannah Montana, Phần 2)          | *I Wish I May, I Wish I Might: A Guide to Making Wishes do Jason Earles dẫn chương trình                                                                            |
| Volume 3: Lip Synchin In the Rain      | 17 tháng 6 năm 2008  | *Lip Synchin' In the Rain (Phần 3) *The Arwin That Came to Dinner (Phần 3) *A Tale of Two Houses (Phần 3) *Orchestra (Phần 3)                                       | *'Twin-Tastic' - Get the 411 on everything twins *Gag reel |

## Khác

### Sách
Giống như nhiều bộ phim khác của Disney Channel, The Suite Life of Zack and Cody có một số lượng truyện dựa trên các tập của bộ phim cũng như sách nguyên bản. Danh sách các truyện sau dựa trên thông tin từ trang web Barnes & Noble và Danh sách các tập của The Suite Life of Zack and Cody.
| # | Tựa truyện       | Phát hành      | Dựa trên tập           |
| - | ---------------- | -------------- | ---------------------- |
| 1 | Hotel Hangout    | Tháng 5, 2006  | Hotel Hangout          |
| 2 | Double Trouble   | Tháng 5, 2006  | Maddie Checks In       |
| 3 | The Room of Doom | Tháng 8, 2006  | The Ghost of Suite 613 |
| 4 | Zack Attack      | Tháng 11, 2006 | Footloser              |
| 5 | Check It Out     | Tháng 2, 2007  | Hotel Inspector        |
| 6 | Star Crazy       | Tháng 11, 2007 | Rock Star in the House |
| 7 | Side By Side     | Tháng 8, 2008  | Who's the Boss         |